# الحکونیه
الحکونیه (به فرانسوی: El Hagounia) یک منطقهٔ مسکونی در مراکش است که در استان طرفایه واقع شده‌است. الحکونیه ۹۶٫۸ کیلومتر مربع مساحت و ۱۵۱ نفر جمعیت دارد.